# Supska
Supska (cyr. Супска) – wieś w Serbii, w okręgu pomorawskim, w gminie Ćuprija. W 2011 roku liczyła 1350 mieszkańców.